# Alfred Wallach
Pour les articles homonymes, voir Wallach.
Alfred Wallach est un homme politique français né le 5 mars 1882 à Mulhouse (Haut-Rhin) et décédé le 18 juin 1961 à Paris.

## Biographie
Il épouse Valentine Schoen, fille de banquier mulhousien, le 1er juin 1910. Il est engagé durant la première guerre mondiale en 1914 sous le nom de Widal. Après la guerre, il fonde la Fédération des Engagés Volontaires Alsaciens et Lorrains.
Industriel à Mulhouse, il est député du Haut-Rhin de 1932 à 1939, inscrit au parti démocrate. Il démissionne le 2 mars 1939 pour raison de santé.
Il donne des œuvres au musée des Beaux Arts de Mulhouse. Il a acheté le site du Waldeck, y a aménagé un jardin "à la française", qu'il donne ensuite à la ville de Mulhouse.
Le 29 mai 1948, il crée la Fondation Alfred Valentin Wallach, reconnue d'utilité publique qui aide les personnes âgées, les plus démunis et les étudiants.

## Sources
- « Alfred Wallach », dans le Dictionnaire des parlementaires français (1889-1940), sous la direction de Jean Jolly, PUF, 1960 [détail de l’édition]